# Lobelia melliana
Lobelia melliana är en klockväxtart som beskrevs av Franz Elfried Wimmer. Lobelia melliana ingår i släktet lobelior, och familjen klockväxter. Inga underarter finns listade i Catalogue of Life.